# Эльмас Мехмед-паша
Эльма́с Мехме́д-паша (тур. Elmas Mehmed Paşa; 1661 — 11 сентября 1697) — османский государственный и военный деятель, великий визирь с 3 мая 1695 года по 11 сентября 1697 года.

## Биография
Эльмас Мехмед-паша получил образование в Эндеруне, затем начал службу в янычарах в качестве казначея янычарского корпуса. В правление султана Сулеймана II произошло его продвижение по службе от оруженосца до нишанджи, чиновника, который отвечал за канцелярию султана. В 1689 году Эльмас Мехмед-паша достиг должности визиря, а в правление султана Ахмеда II был назначен вторым визирем.
3 мая 1695 года султан Мустафа II назначил его на должность великого визиря. В те годы продолжалась война Священной лиги, которая шла для Османской империи с переменным успехом и потерями некоторых территорий. Мустафа II решил возглавить армию и отправился в военный поход. Османская армия совершила успешную военную кампанию, захватив Липову, где были захвачены богатые запасы продовольствия и военного снаряжения. В сентябре того же года османская армия нанесла поражение в сражении при Лугоше корпусу фельдмаршала Ветерани, который погиб в сражении.
В 1697 году османская армия под командованием Мустафы II и великого визиря выступила в военный поход и 10 августа 1697 года подошла к Белграду. В османской армии возникли разногласия по поводу дальнейшего маршрута, было высказано предложение идти в сторону Варадина. Османская армия форсировала Тису и Дунай и захватила замок Тигель, который турки сравняли с землёй. Евгений Савойский от своих разведчиков узнал о разногласиях в турецкой армии и 11 сентября атаковал её с тыла. В битве при Зенте турки потерпели страшное поражение, погибли многие командиры и сановники, в том числе и великий визирь, который был убит взбунтовавшимся янычарами. Австрийская армия захватила богатые трофеи, в том числе большое количество артиллерии, боеприпасов и золота.